# 古代ローマの公衆浴場

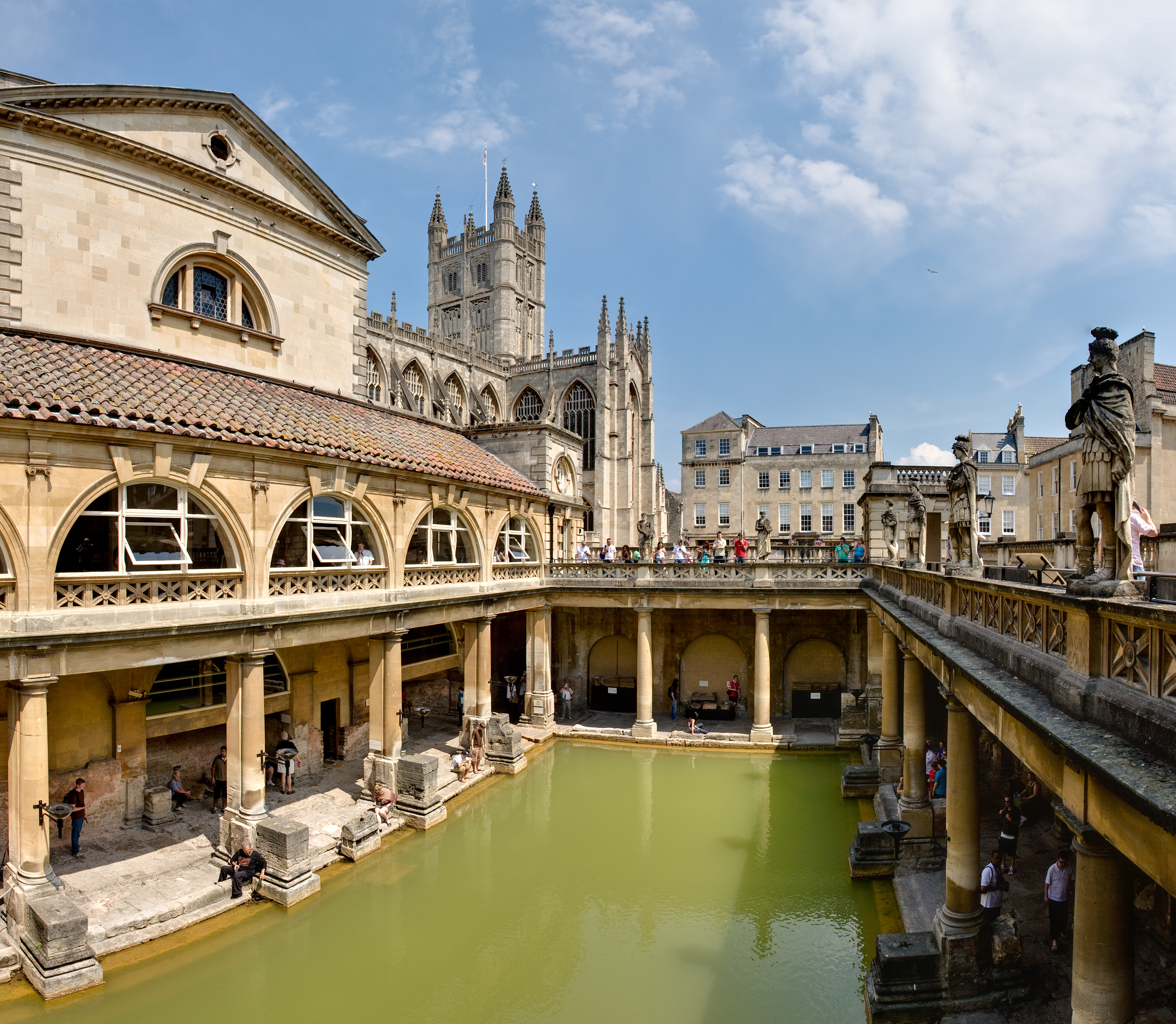
バース（イングランド）の古代ローマの公衆浴場。周囲の柱の土台部分より上層の建物は後世の再現である。

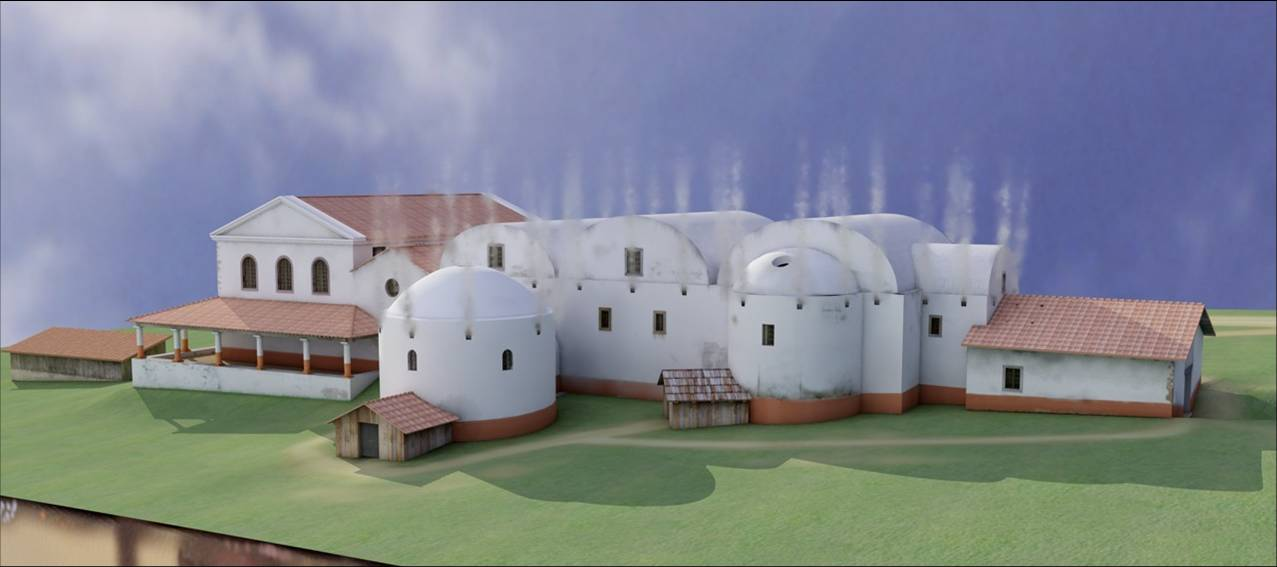
ドイツのヴァイセンブルクにあった古代ローマ駐屯地の公衆浴場を測域センサ技術を使って再現した図 (CG)。現在、同地の発掘遺構は博物館として公開されている。

古代ローマの公衆浴場（こだいローマのこうしゅうよくじょう）は、バルネア (balnea)、テルマエ (thermae) と呼ばれており、多くの都市に少なくとも1つの公衆浴場が存在した。そこは社会生活の中心の1つになっていた。
古代ローマ人にとって入浴は非常に重要だった。彼らは1日のうち数時間をそこで過ごし、時には一日中いることもあった。裕福なローマ人が1人か複数人の奴隷を伴ってやってきた。料金を支払った後、裸になり、熱い床から足を守るためにサンダルだけを履いた。奴隷は主人のタオルを運び、飲み物を取ってくるなどした。入浴前には運動をする。例えば、ランニング、軽いウェイトリフティング、レスリング、水泳などである。運動後、奴隷が主人の身体にオイルを塗り、（木製または骨製の）肌かき器で汚れと共にオイルを落とした。
ヴィッラやドムスや砦にも私的な浴室があり、それらも「テルマエ」と呼ばれた。これらは付近を流れる川や用水路から水を供給していた。浴室の設計については、ウィトルウィウスが『建築について』で論じている。

## 用語

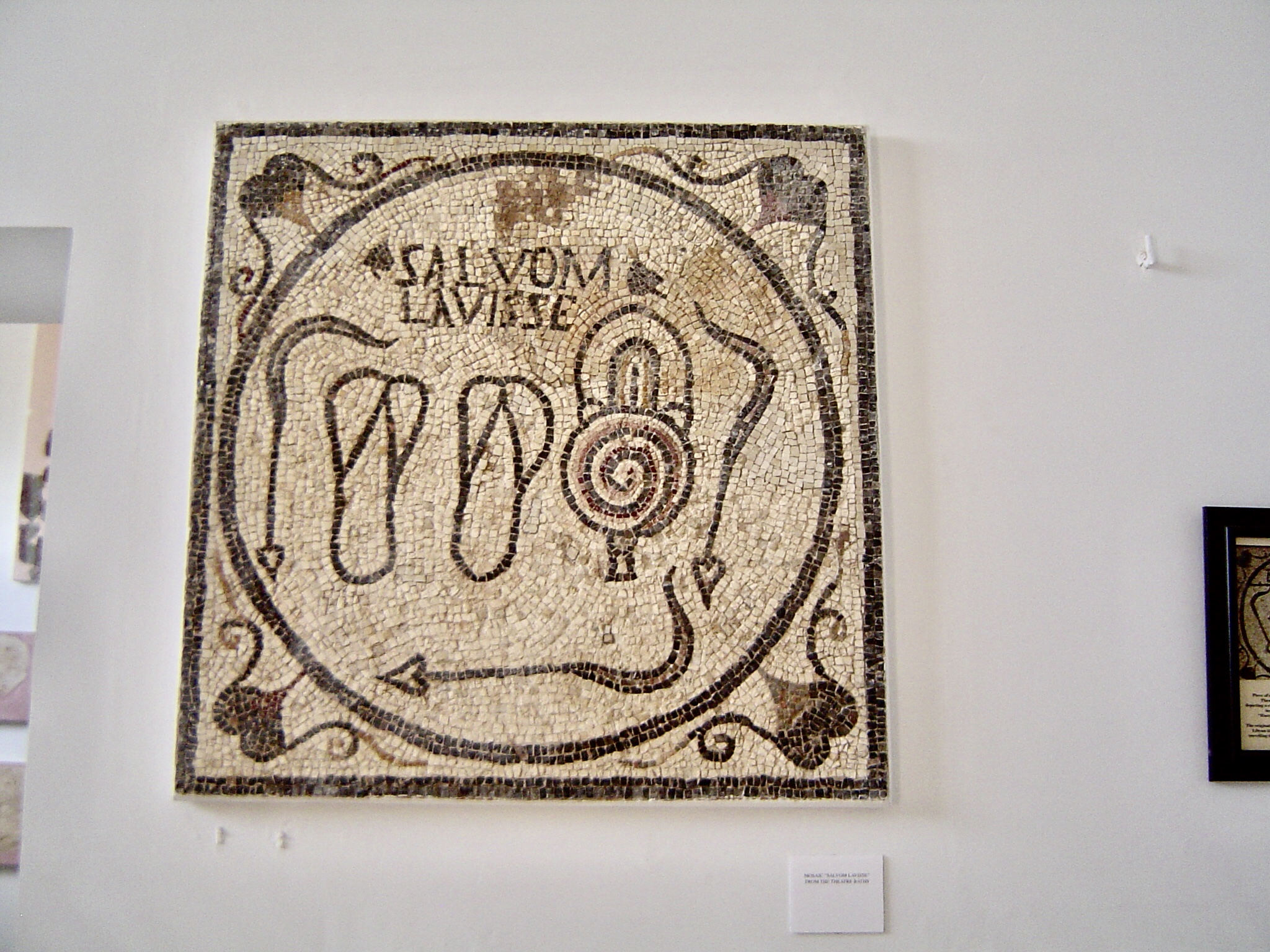
リビアのサブラタにある浴場の標識。"SALVOM LAVISSE（無事入浴）"、即ち "SALVUM LAVISSE GAVDEO"（ご無事に入浴して良かった）と書いてある。

thermae、balneae、balineae、balneum、balineum はいずれも「浴室」や「浴場」と訳されるが、初期の古代ローマ人はこれらを明確に区別して使っていた。
balneum または balineum はギリシア語の βαλανείον (balaneíon) に由来し、第一義的には個人の住居に備え付けられた風呂や浴槽を表し (Cic. Ad Alt. ii. 3)、それがある部屋は balnearium と呼ばれた。セネカは、Liternumのヴィッラにあったスキピオの浴室を表すのに指小語 balneolum を使い、彼の時代の贅沢さに比べて共和政時代の浴室が簡素であったことを表した。セネカが記したような一部屋の浴室から、さらに贅沢さが増して複数の部屋になってくると、複数形の balnea または balinea で呼ばれるようになった。キケロは弟のクィントゥスのヴィッラにあった浴室を balnearia と呼んだ。ウァロによれば、balneae や balineae には単数形がなく、公衆浴場を意味した。しかし、このような語法の正確さはその後の作家、特に詩人には守られず、六歩格詩では公衆浴場の意味で balnea が使われることが珍しくなく、balneae が使われることはなかった。プリニウスは同じ文の中で、公衆浴場の意味で中性複数形の balnea を使い、個人宅の浴室の意味で balneum を使っている。
thermae はギリシア語の形容詞 θερμός (thermós)（熱い）に由来し、元々は温泉や熱いお湯をはった浴槽を意味する。これが共和政ローマの簡素な balneae に対して、ローマ帝国において大型化した公衆浴場を指すようになった。そこには、ギリシアのギュムナシオンにあるような設備や建物がそろっていて、同時に浴場としての設備を備えていた。しかし、文献ではこれらを区別していないことが多い。例えば、皇帝クラウディウスが自由民とした Claudius Etruscus が建設した浴場を、Statiusは balnea と呼び、マルティアリスは Etrusci thermulae と呼んだ。マルティアリスの警句 subice balneum thermis では、これらの語は建物全体を指しているのではなく、同じ建物内の別の部屋を指している。

## 建物の配置

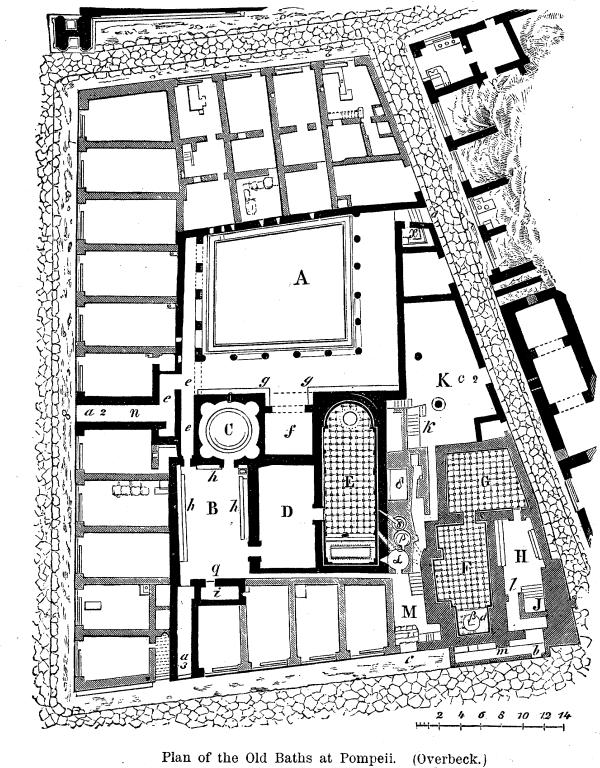
ポンペイの公衆浴場の平面図

公衆浴場は基本となる3種類の部屋、カルダリウム（高温浴室）、テピダリウム（微温浴室）、フリギダリウム（冷浴室）を中心として建設されていた。場合によっては、蒸気風呂のスダトリウムやラコニクムがあり、ラコニクムの方が乾燥していて現代のサウナ風呂に近い。
ここでは、右図のポンペイのフォルムに隣接して建っていた浴場の平面図を参照しながら解説する。
建物全体は男性用と女性用それぞれの一連の浴室から構成されている。通りからの入り口は6カ所あり、そのうちの1つ(b)が女性用のやや狭い部分の専用入り口になっている。他の5カ所は男性用の部分の入り口で、そのうち2つ（c と c2）は作業員用の炉に通じる入り口で、残る3つ (a3, a2, a) は浴室部分への入り口となっている。

### アトリウム
主要な入り口 a は表通りには面しておらず、建物の周囲の路地から入るようになっていて、3段の階段を上ると左手にトイレ（ラトリナ）などがある小さな部屋 (x) がある。さらに進むと屋根に覆われたポルチコ (g, g) が屋根のない中庭であるアトリウム (A) を三方から取り囲んでいる場所に出る。この空間が浴場の玄関ホール（ヴェスティビュール、vestibulum balnearum）であり、召使いはここで待つ。
アトリウムは若者のための運動場であり、入浴者の散歩道になっていたと思われる。この中庭には、入浴料のクォドランス（青銅硬貨）を徴収する風呂の管理者 (balneator) もいた。ポルチコの奥にある f の部屋は、この管理者用の事務室とも考えられるが、上流階級の人々が知人が浴場の奥から戻ってくるのを待つ待合所として使ったエクセドラまたはオエクスと考えるのが最も妥当である。この中庭には、劇場の公演の広告、剣闘士のショーなどの告知が壁に描かれており、遺跡にもそれが残っている。入り口脇には石の座席 (scholae) がある。

### 脱衣室とフリギダリウム

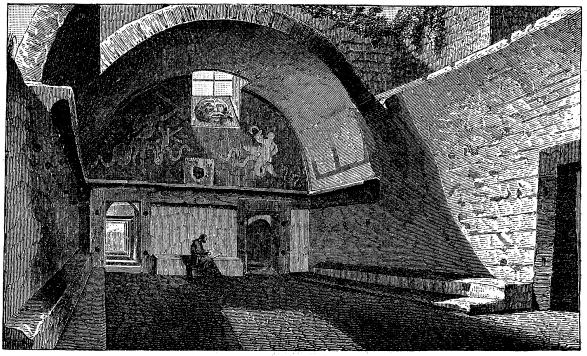
脱衣室（apodyterium）

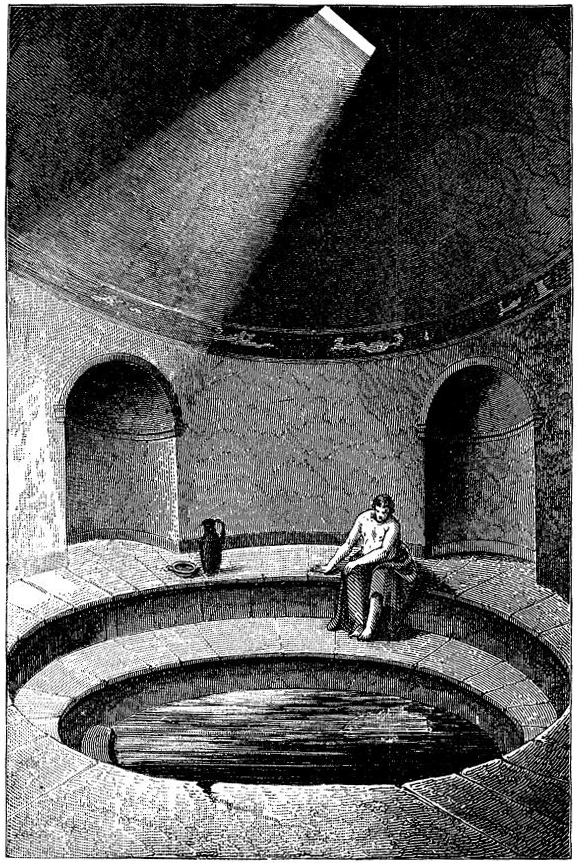
フリギダリウム

通路 (e) を通って B の脱衣室 (apodyterium) に行き、衣服をここで脱いだ。脱衣室で入浴者を手伝うのが capsarii と呼ばれる奴隷で、手癖が悪いというのが当時の共通認識だった。脱衣室は広々とした部屋で、壁に沿って石の座席 (h, h) があった。遺跡の壁には穴が見られ、入浴者の衣服をかけておく釘がそこにあったとされている。この部屋はガラス窓で採光しており、6つのドアがあった。そのうちの1つがテピダリウム (D) に続いており、別のドアがフリギダリウム (C) に続いている。フリギダリウムには水風呂があり、これを loutron、natatio、natatorium、piscina、baptisterium、puteus などと呼んだ。"natatio" および "natatorium" という呼称はそれらが水風呂だっただけでなく、水泳用プールでもあったことを示している。この部屋の風呂は白い大理石製で、周囲も2段の大理石の階段になっていた。

### テピダリウム

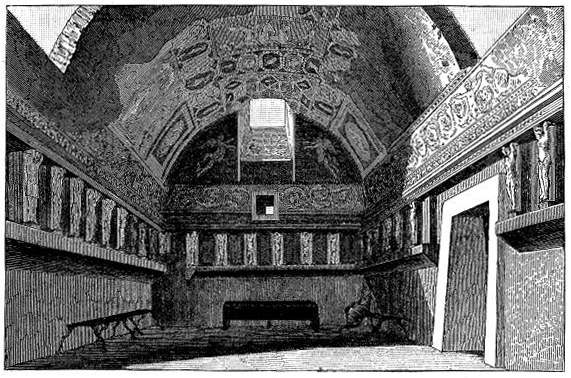
テピダリウム

暖かい風呂で汗を流したいと思った入浴者は、フリギダリウムからテピダリウム (D) へと向かう。ポンペイの浴場では、テピダリウムにお湯をはった浴槽はないが、熱い空気で適度に熱せられており、その先にあるカルダリウムの熱さと外気温との急激な変化を防止する役目があった。ポンペイの浴場では、カルダリウムに入る入浴者がこのテピダリウムを脱衣室として使うこともあった。壁面は小さく仕切られていて、そこで休憩したり、脱いだ衣服を置くことができた。仕切りは壁から張り出したアトラスやテラモーンの像であり、その上のコーニスを支えていた。
遺跡からは3つの青銅製ベンチが見つかっていて、隣の部屋のハイポコーストの熱で温められる仕組みになっていた。また発掘により木炭の灰が青銅製の火鉢から発見されている。そのような火鉢の傍に座って発汗することを ad flammam sudare と呼んだ。
テピダリウムは浴場の中でも最も装飾が豪華である。そこは単に座ってオイルを塗る部屋だった。ポンペイの浴場のテピダリウムは床がモザイクで、アーチ形天井は漆喰で装飾され、赤い壁に絵画がかけられていた。
オイルの塗布は unctores または aliptae と呼ばれる奴隷にやらせた。カルダリウムに行く前やフリギダリウムから出てきてから、発汗をチェックするために衣服を着る前にオイルを塗布した。浴場によっては、オイル塗布専用の部屋（destrictarium または unctorium）があった。

### カルダリウム

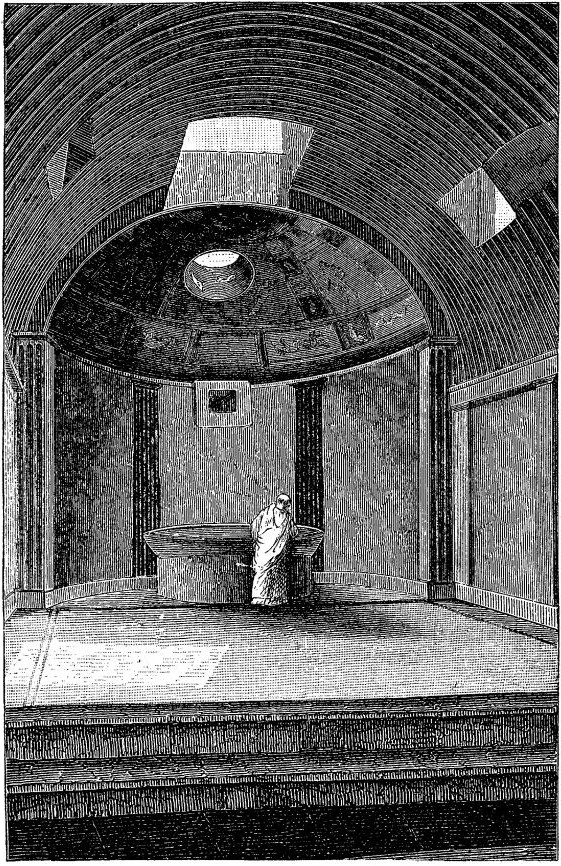
カルダリウム

テピダリウムの奥にはカルダリウム (E) があり、そのモザイク床の下にはハイポコーストがある。壁の中にも穴があって、熱い空気がそこを通っていた。一方の端には丸い浴槽 (labrum) があり、もう一方の端には四角い浴槽 (puelos, alveus, solium, calida piscina)があった。labrum には冷たい水をはってあり、入浴者がその部屋から出て行く前に頭から水をかぶった。ポンペイの浴場ではどちらの浴槽も大理石製だが、純銀製の浴槽もあったという。カルダリウムはとても熱いため、装飾はあまり豪華ではない。

### ラコニクム
ポンペイの浴場にはラコニクムがない。ラコニクムはカルダリウムよりさらに熱い部屋で、浴槽はなく、発汗のためだけの部屋だった。アグリッパがローマの浴場に設置したのが最初と言われていて、sudatorium または assa とも呼ばれた。

### 作業用区画

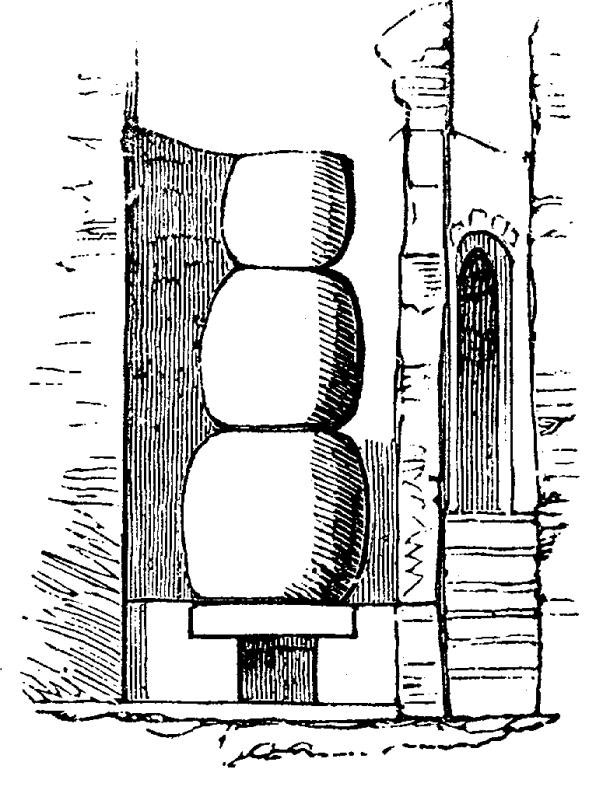
3層湯沸し器 (miliarium)

脱衣室から通路 (q) があり、これを進んで行くと praefurnium または propigneum と呼ばれる炉のある部屋 (M) に到達する。この部屋は c の入り口を使って通りから入ることもできる。ここで火を扱う作業員 fornacatores が働いていた。この部屋には2つの階段があり、ひとつは浴場の屋根に出る階段で、もう1つはお湯を沸かすボイラーに向かう階段である。
ボイラーは3台あり、熱いお湯用（カルダリウム）、ぬるま湯用（テピダリウム）、冷たい水用（フリギダリウム）になっていた。暖かいお湯は壁を通るパイプで暖かい浴室に供給された。d の炉はカルダリウムの熱い浴槽のお湯を熱すると共に、熱気をハイポコーストに供給していた。熱いお湯を沸かすボイラーは炉のすぐ上に置かれていた。そこで熱せられたお湯の一部が隣のテピダリウム用ボイラーに供給された。お湯は十分に熱せられていて、下にあるハイポコーストも熱を加えるので、それほど温度を下げずにお湯を温めることができる。冷水は奥にある四角い水槽から供給される。ボイラー自体は残っていないが、それらが置かれていた場所のモルタルの形状などから、その様子を想像することができる。これらのボイラーの形状がマイルストーンの形状に似ていることから miliaria と呼んだ。
ボイラー室の奥には、浴場の作業員のための中庭またはアトリウム (K) に通じる通路がある。

### 女性用浴室

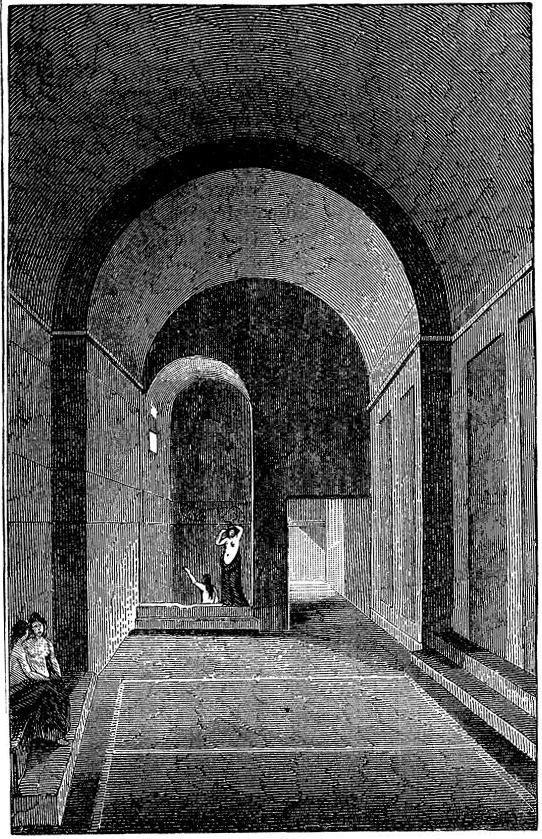
女性用浴室

男性用浴室に隣接し、壁により隔離された一連の浴室は女性用である。入り口は b で、そこを入ると小さな玄関ホール (m) があり、脱衣室 (H) に続いている。男性用の脱衣室と同様に壁に沿って座席 (pulvinus, gradus) がある。脱衣室内に水風呂 (J) があり、男性用のフリギダリウムに相当するがずっと小さい。脱衣室から水風呂に向かって下っていく4段の階段がある。
脱衣室の入り口と反対側のドアを通ると、そこがテピダリウム (G) で、さらにそこからカルダリウム (F) に行けるようになっている。カルダリウムの端に熱いお湯をはった浴槽があり、別の端に冷たい水をはった labrum がある。男性用と同様、ハイポコーストで部屋全体が熱せられている。テピダリウムには男性用テピダリウムにあったような火鉢はないが、ハイポコーストで部屋が温められていた。

## 目的
公衆浴場には、上述した3つの主な浴室の他に、パライストラや屋外運動のできるギムナシウムが併設されていることが多い。他にも重量上げの部屋や談話室があった。男性は自分でオイルを塗り（石鹸はまだ極めて高価であり、広く使われてはいなかった）、シャワーを浴び、肌かき器で余分なオイルや汚れを落とした（例えば、バチカン美術館にあるリュシッポスのアポクシュオメノス像がある）。裕福な者はタオルやオイルや肌かき器を運ぶ capsarius と呼ばれる奴隷を伴い、本人が浴室に入っている間は私物が盗まれないよう監視させた。

## 文化的重要性
ローマ人にとって公衆浴場は社会生活の重要な一部だった。公の施設として建設され、貧富の差を問わず誰でも利用できた。飲食、運動、読書、商売、哲学的議論などができる場所だった。現代の同等なものを想定するとすれば、それは図書館、美術館、ショッピングモール、バー、レストラン、ジム、温泉が複合された施設である。
外国人になぜ毎日公衆浴場に行くのか訊かれ、ローマ皇帝は「1日に2回行くだけの時間をとれないからだ」と答えた。
皇帝は市民を喜ばせ、自らの名声を後世に残すために公衆浴場を築いた。裕福なローマ人はローマ市民の名声を得たいとき、公衆浴場を1日貸切にして一般に無料公開した。例えば、執政官になりたい元老院議員は自身の誕生日に特定の公衆浴場を貸切にして無料開放し、その地区の人々に名を売った。

## 位置
公衆浴場はローマ帝国各地に築かれた。自然の熱水泉がある場所にも公衆浴場が築かれた（イングランドのバース、ルーマニアの Băile Herculane、ブルガリアの セルディカ（現ソフィア）など）。熱水泉がない場所ではハイポコーストが使われた。

## 古代ローマの浴場の遺跡
古代ローマの公衆浴場の遺跡はいくつも残っているが、その保存の程度は様々である。有名なものとしては、イングランドのバースにある公衆浴場ローマン・バス、ローマのカラカラ浴場、ディオクレティアヌス浴場、ティトゥス浴場、トラヤヌス浴場、ヴァルナの浴場などがある。

## ローマ帝国の浴場文化の終焉
古代ローマ帝国において、様々な属州に公衆浴場は造られた。しかし、古代末期のゲルマン民族の侵入による西ローマ帝国の崩壊などの混乱による都市の破壊・衰退とともに公衆浴場も維持できなくなり、放棄されていった。5世紀に崩壊した西ローマ帝国と違って存続に成功した東ローマ帝国では、比較的遅い時期まで公衆浴場が維持されており、首都コンスタンティノープルにあったゼウクシッポス浴場は、6世紀・ユスティニアヌス1世の時代のニカの乱で焼け落ちた後にも再建されたことが記録されているが、626年にはコンスタンティノープルの水道設備がアヴァール人に破壊され、8世紀には浴場の装飾も剥ぎ取られ、兵舎や牢獄に転用されてしまった。10世紀の『コンスタンティノープル史跡案内』には、「この浴場の水と空気はガラスのランプで魔法のように熱せられていたが、心ない人が来て壊してしまった」と記されている。小アジアのエフェソスでは、7世紀のサーサーン朝ついでイスラム帝国の侵入による混乱で公衆浴場も破壊されてしまった。こうして、ローマ帝国の各地に存在した公衆浴場は廃墟と化していった。
東ローマ帝国の一部を征服したイスラム帝国のアラブ人は、シリアなどで古代ローマの浴場文化を取り入れ、壁画で飾られた公衆浴場（ハンマーム）が中東一帯に広まることとなった。20世紀に入り家庭に水道や浴室が導入されるようになるとハンマームは数を減らしたが、現在も庶民の交流の場として維持されているハンマームも残っている。